# 羅伯托·薩加斯圖梅·平托
羅伯托·薩加斯圖梅·平托（西班牙語：Roberto Obdulio Sagastume Pinto，1944年11月24日—2014年12月1日），是一名危地馬拉埃斯基普拉斯人，政治人物、教育家。他在1986年至1988年、1996年至2000年，担任埃斯基普拉斯市長。2001年至2003年，担任奇基穆拉省省長。
2014年，他因为交通意外去世，享年70岁。